# Keanu Reeves
Keanu Charles Reeves (Beiroet, 2 september 1964) is een Canadees filmacteur.

## Biografie
Reeves' voornaam betekent "koele wind over de bergen" in het Hawaïaans. Zijn vader is afkomstig uit Hawaï en zijn moeder is Brits; ze ontmoetten elkaar in een periode dat ze allebei in Libanon werkten. Na de scheiding van zijn ouders in 1966 emigreerde zijn moeder met de kinderen naar Toronto.
Reeves groeide op in Toronto. In een tijdspanne van vijf jaar bezocht hij vijf middelbare scholen, waaronder de 'Etobicoke School of the Arts', waar hij later werd weggestuurd, vermoedelijk omdat hij dyslectisch is.
Zijn eerste succes was in de film River's Edge (1986), maar zijn eerste grote rol kreeg hij in de film Youngblood met Rob Lowe, eveneens uit 1986. De rol die hem wereldwijd populair maakte was die van Ted in Bill and Ted's Excellent Adventure uit 1989. Hij speelde samen met Charlize Theron en Al Pacino in The Devil's Advocate. Later speelde hij samen met Charlize Theron in Sweet November. Sinds 1999 is hij bekend door zijn hoofdrol in de sciencefictionfilmtrilogie The Matrix (1999), The Matrix Reloaded (2003) en The Matrix Revolutions (2003), waarmee hij meer dan 200 miljoen dollar verdiende, wat hem de bestbetaalde acteur aller tijden maakt.
Reeves kreeg op 31 januari 2005 een ster op de Hollywood Walk of Fame.
In 2012 verscheen de documentaire Side by Side, die Reeves produceerde en waarvoor hij verschillende interviews afnam, waarin regisseurs als James Cameron en Martin Scorsese spreken over de geschiedenis van de digitalisering van de film.
Reeves' regiedebuut, Man of Tai Chi, ging in 2013 in première. Hij acteert zelf ook in de film.
Met de tetralogie John Wick-films (2014-2023) is Reeves een erkend internationaal fenomeen in het actiefilmgenre. Opmerkelijk aan deze films is dat ze geregisseerd werden door zijn vriend Chad Stahelski, die vele malen als stuntdubbel van Reeves fungeerde.
Keanu Reeves verscheen ook in het videospel "Cyberpunk 2077" als een hoofdpersonage met als naam Johnny Silverhand.

## Trivia
- Hoewel hij aanspraak zou kunnen maken op de Amerikaanse, Britse of Libanese nationaliteit is Reeves officieel Canadees.
- Reeves speelde in 1991 ook in de destijds zeer populaire videoclip van Paula Abdul met de titel Rush, Rush.
- Reeves is basgitarist in de band Dogstar.
- Reeves kreeg in 1992 een MTV Movie Award voor meest begeerde man, voor zijn acteerprestatie in Point Break.
- Reeves wordt genoemd in de aflevering Best Friends Forever van de animatieserie South Park, waar hij wordt vergeleken met een redder van het universum.
- Reeves' zus Kim is geboren in Sydney, Australië. Kim Reeves lijdt aan leukemie en woont op het Italiaanse eiland Capri.
- Reeves' toenmalige vriendin Jennifer Syme (overleden in 2001 bij een auto-ongeluk) beviel in december 1999 van een doodgeboren dochter, Ava Archer Syme-Reeves.
- Reeves staat er om bekend zijn stunts veelal zelf uit te voeren.[2]
- Technisch gezien heeft Reeves een geldig kerkelijk huwelijk met Winona Ryder. Dit komt doordat er tijdens de opnames van Bram Stoker's Dracula echte priesters werden gebruikt tijdens de huwelijksceremonie waarbij de officiële rites werden gebruikt.[3]

- Bibsys: 97020050
- Biblioteca Nacional de España: XX1260777
- Bibliothèque nationale de France: cb139434928 (data)
- Catàleg d'autoritats de noms i títols de Catalunya: 981058522309806706
- CiNii: DA12217848
- Gemeinsame Normdatei: 119230453
- International Standard Name Identifier: 0000 0001 2142 0774
- Library of Congress Control Number: n88034828
- Nationale Bibliotheek van Letland: 000275732
- MusicBrainz: 739dff59-f8b4-4707-92cd-11b30e9db54c
- Bibliotheek van het Japanse parlement: 00621354
- Nationale Bibliotheek van Tsjechië: xx0010205
- Nationale bibliotheek van Australië: 35468583
- Nationale Bibliotheek van Israël: 987007430615005171
- Nationale Bibliotheek van Polen: a0000001269691
- Nederlandse Thesaurus van Auteursnamen: 074046993
- Istituto Centrale per il Catalogo Unico: RAVV088872
- SNAC: w6r033zk
- Système universitaire de documentation: 060831685
- Trove: 964172
- Virtual International Authority File: 85367902
- WorldCat: E39PBJqqvWPPxBcB8KJdxQxFKd